# Elizabeth Freeman
Pour les articles homonymes, voir Freeman.
Elizabeth Freeman (c. 1744 - 28 décembre 1829), également connue sous le nom de Bet, Mum Bett (Maman Bett) ou MumBet, fut la première esclave afro-américaine à déposer et à gagner un procès pour liberté (freedom suit) dans le Massachusetts.
La décision de la Cour suprême judiciaire du Massachusetts, en faveur d'Elizabeth Freeman, a conclu que l'esclavage était incompatible avec la Constitution de l'État du Massachusetts de 1780. Son cas a notamment été cité lors d'une procédure similaire engagée un an plus tard par un autre esclave du nom de Quock Walker. Lorsque le tribunal a confirmé la liberté de Walker en vertu de la constitution de l'État, cette décision a été considérée comme ayant implicitement mis fin à l'esclavage dans le Massachusetts.

## Biographie
Freeman était analphabète et n'a laissé aucune trace écrite de sa vie. Celle ci a été reconstituée à partir des écrits de contemporains à qui elle a raconté son histoire ou qui l'ont entendue indirectement, ainsi que grâce à des documents historiques ,.
Freeman est née esclave vers 1744 dans la ferme de Pieter Hogeboom à Claverack, État de New York, où elle reçut le nom de Bet. Lorsque la fille d'Hogeboom, Hannah, a pris pour époux John Ashley de Sheffield, Massachusetts, Hogeboom a donné Bet, alors âgée d'environ sept ans, à Hannah et à son mari. Freeman restera avec eux jusqu'en 1781, période durant laquelle elle eut une fille, connue sous le nom de Little Bet. S'il est dit qu'elle s'est mariée, aucun acte de mariage n'a été retrouvé. Son mari (de nom inconnu) ne serait par ailleurs jamais revenu de la guerre d'indépendance américaine .
Tout au long de sa vie, Bet a fait preuve d'un fort caractère. Ainsi, en 1780, elle s'est opposé à sa maîtresse, Hannah Ashley, élevée dans la stricte culture hollandaise de la colonie de New York, alors qu'elle essayait de frapper une servante avec une pelle chauffée. En s'interposant pour protéger la fille, elle reçut une profonde blessure au bras, qu'elle laissa à découvert tout le long de sa guérison comme preuve de son dur traitement. À propos de cet événement, Catharine Maria Sedgwick cite Elizabeth :  

« Madame n'a plus jamais mis la main sur Lizzy [sic]. J'ai eu un mauvais bras tout l'hiver, mais Madame a eu le pire. Je n'ai jamais couvert la plaie, et quand les gens me disaient, devant Madame : Betty, qu'est-ce que tu as au bras ? Je répondais seulement : Demandez à madame !. Qui était l'esclave et qui était la vraie dame ? »

L'époux d'Hannah, John Ashley était un avocat formé à Yale, un riche propriétaire foncier, un homme d'affaires et un des leaders de la communauté. Sa maison a été le lieu de nombreuses discussions politiques et le lieu probable de la signature de la Déclaration de Sheffield, qui a précédé la déclaration d'indépendance .
En 1780, à Sheffield. Freeman eut l'occasion d'entendre une lecture publique de la Constitution du Massachusetts. Elle en retint notamment les mots suivants : 

« Tous les hommes sont nés libres et égaux, et possèdent certains droits naturels, essentiels et inaliénables, parmi lesquels peuvent être reconnus le droit de savourer et défendre leurs vies et libertés, celui d'acquérir, posséder et protéger leur propriété, enfin, celui de rechercher leur sécurité et leur bonheur. »

Inspirée par ces mots, Bett sollicita le conseil de Theodore Sedgwick, un jeune avocat abolitionniste, afin d'obtenir sa liberté devant le tribunal. D'après le récit de la fille de ce dernier, Catherine Sedgwick (qui chroniquera plus tard la vie d'Elizabeth), elle lui aurait dit: « J'ai entendu hier la lecture de ce papier, qui dit que tous les hommes sont créés égaux et que chaque homme a droit à la liberté. Je ne suis pas une créature stupide; la loi ne me donnera-t-elle pas ma liberté ? Après de longues délibérations, Sedgwick accepta de plaider son cas, ainsi que celui de Brom, un autre esclave d'Ashley. Pour l'aider, il fit appel à Tapping Reeve, le fondateur de la Litchfield Law School, l'une des premières écoles de droit américaines, située à Litchfield, Connecticut . L'historien Arthur Zilversmit suggère que les deux avocats ont peut-être sélectionné ces plaignants pour tester explicitement quel était devenu le statut de l'esclavage en vertu de la nouvelle constitution de l'État .
L'affaire Brom et Bett c. Ashley a été portée en août 1781 devant la Cour du comté des plaidoyers communs de Great Barrington . Sedgwick et Reeve ont plaidé que la disposition constitutionnelle selon laquelle « tous les hommes sont nés libres et égaux » a de fait aboli l'esclavage dans l'État. Le jury a statué en faveur de Bett, faisant d'elle la première femme afro-américaine à être libérée en vertu de la constitution de l'État du Massachusetts.
Le jury a conclu que « ...Brom & Bett ne sont pas, ni n'étaient au moment de leur achat, légalement les nègres dudit John Ashley... ». Le tribunal a évalué les dommages-intérêts de chacun des plaignants à trente shillings et leur a accordé une compensation pour leur travail forcé. Si Ashley a initialement fait appel de la décision, il finalement abandonné cette procédure un mois plus tard, ayant apparemment conclu que la décision du tribunal sur la constitutionnalité de l'esclavage était «définitive et exécutoire».
À la suite de ce jugement, Bett prit le nom d'Elizabeth Freeman. Bien qu'Ashley lui eut demandé de revenir travailler chez lui moyennant salaire, elle choisit de travailler pour la famille Sedgwick, ce jusqu'en 1808, comme haute servante et gouvernante des enfants qui l'appelaient « Mumbet ». Agrippa Hull, un homme Noir libre qui avait servi avec les forces rebelles durant la guerre d'indépendance, travaillait également à la maison Sedgwick pendant une grande partie de cette période .
À partir du moment où Freeman acquit sa liberté, elle devint largement reconnue et recherchée pour ses compétences de guérisseuse, de sage-femme et d'infirmière. Après que les enfants Sedgwick eurent grandi, Freeman emménagea dans sa propre maison sur Cherry Hill à Stockbridge près de sa fille, de ses petits-enfants et de ses arrière-petits-enfants.

## Décès
Freeman mourut en décembre 1829 à un âge qu'on estime autour de 85 ans, et fut enterrée dans la parcelle de la famille Sedgwick à Stockbridge, Massachusetts. Elle est la seule non-membre officiel de cette famille qui y est enterrée. Est inscrit, sur sa pierre tombale : 

« ELIZABETH FREEMAN, également connue sous le nom de MUMBET, est décédée le 28 Décembre 1829. Son âge supposé était de 85 ans. Elle est née esclave, et est restée esclave durant presque trente ans; Elle ne savait pas lire ou écrire, et pourtant dans son domaine, nul ne lui était supérieur ou même égal. Elle n'a jamais perdu de temps, jamais perdu de bien. Elle n'a jamais brisé la confiance de qui que ce soit, ni faillit à accomplir ses devoirs. Devant chaque situation domestique compliquée, elle fut la meilleure des aides et la plus tendre des amies. Bonne mère, adieu. »

## Héritage
La décision rendue dans l'affaire Elizabeth Freeman a été citée lorsque la Cour suprême du Massachusetts a traité le dossier Quock Walker c. Walker c. Jennison. Ces affaires ont établi les précédents juridiques ayant mis fin à l'esclavage dans le Massachusetts. L’État du Vermont l'avait déjà aboli explicitement dans sa constitution ,,.

### Liens avec W.E.B Du Bois
Le leader des droits civiques et historien W.E.B Du Bois a indiqué qu'Elizabeth Freeman était une de ses parentes, et qu'elle avait épousé son arrière-grand-père maternel, Jack Burghardt,. Cependant, elle avait environ 20 ans de plus que Burghardt, et aucune trace d'un tel mariage n'a été retrouvée. Une autre hypothèse serait que la fille de Freeman, Betsy Humphrey, fut en réalité celle qui épousa Burghardt après que son premier mari, Jonah Humphrey, eut quitté la région «vers 1811», et après le décès de la première femme de Burghardt (vers 1810). Si tel était le cas, Elizabeth Freeman aurait été l'arrière-arrière-grand-mère par alliance de Du Bois.

### Dans les médias
- La saison 1, épisode 37 de l'émission de télévision Liberty's Kids, intitulée "Born Free and Equal", parle d'elle[11]. Il a été diffusé pour la première fois en 2003 et Freeman y est doublée par la voix de Yolanda King .
- L'histoire d'Elizabeth Freeman a été présentée dans la saison 1, épisode 4 de Finding Your Roots with Henry Louis Gates Jr. L'avocat de Freeman, Theodore Sedgwick, est un ancêtre direct de Kyra Sedgwick, l'une des invités de l'épisode[12].